# Francis Fonseca
Francis Fonseca (ur. 11 marca 1967 w Belize City), belizeński polityk, minister edukacji, młodzieży, sportu, kultury i pracy w latach 2003-2008. Przewodniczący Zjednoczonej Partii Ludowej i lider opozycji od 2011.

## Życiorys
Francis Fonseca urodził się w 1967. Uczęszczał do szkoły podstawowej St. Catherine’s Elementary, a następnie St. John’s High School oraz kolegium St. John’s Junior College. W 1988 ukończył studia licencjackie z zakresu ekonomii na University of Louisiana at Lafayette w Lafayette w Stanach Zjednoczonych. W latach 1989–1990 pracował w Towarzystwie na rzecz promocji Edukacji i Badań (SPEAR).
Od 1990 do 1991 był ekonomistą w Ministerstwie Rozwoju Gospodarczego. W 1994 ukończył prawo (magisterium) na Uniwersytecie Indii Zachodnich. W latach 1996–1997 pracował jako adwokat w prokuraturze krajowej.Od 1997 do 2000 prowadził prywatną praktykę adwokacką. W 2001 objął stanowisko szefa kancelarii premiera.
W 2003 z ramienia Zjednoczonej Partii Ludowej (People’s United Party, PUP) uzyskał mandat deputowanego do Izby Reprezentantów z okręgu Freetown w dystrykcie Belize. Od 2003 do 2008 zajmował stanowisko prokuratora generalnego, a także ministra edukacji, młodzieży, sportu, kultury i pracy w rządzie premiera Saida Musy. Po porażce PUP w wyborach parlamentarnych w 2008, jako jeden z sześciu jej członków zachował mandat deputowanego. W marcu 2008 ubiegał się o stanowisko przewodniczącego partii, przegrywając jednak z Juanem Antonio Briceño stosunkiem głosów 310 do 330.
Od 2009 do 2011 pełnił funkcję wiceprzewodniczącego Zjednoczonej Partii Ludowej. 29 października 2011, po rezygnacji z funkcji przewodniczącego przez Johna Briceño, został wybrany nowym przewodniczącym PUP. 3 listopada 2011 został oficjalnie mianowany liderem opozycji w parlamencie.